# Jardín de Plantas Medicinales de la Escuela de Farmacia de Gifu

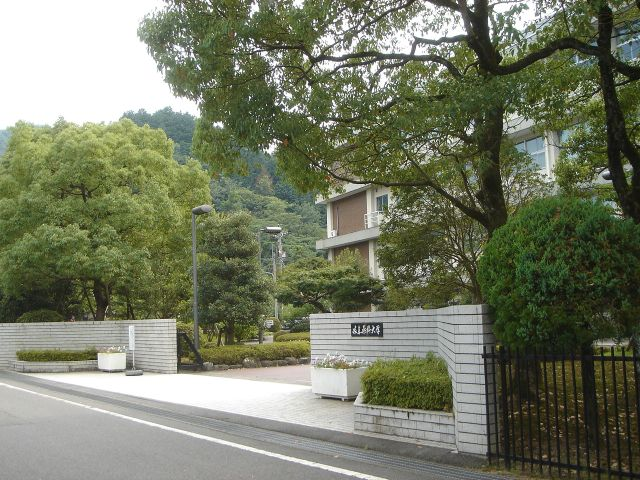
La Universidad Farmacéutica de Gifu.

El Jardín de Plantas Medicinales de la Escuela de Farmacia Gifu (en japonés: 岐阜薬科大学薬草園) es un jardín botánico que se encuentra en el campus de la Universidad Farmacéutica de Gifu en un recinto de cultivo de unos 9 202 m², en la ciudad de Gifu, prefectura de Gifu, Japón. Depende administrativamente de la universidad.

## Localización
Medicinal Plant Garden Gifu University, Tsubakibora Azatsuji-ga-uchi 935, Gifu-shi, prefectura de Gifu 502-0801 Japón.
35°29′N 136°45′E / 35.483, 136.750
El jardín es visitable por el público en general, de lunes a viernes de 9:00 a 16:30, el sábado de 9:00 a 12:00. El jardín está cerrado el domingo, los días de fiesta y durante los permisos universitarios. 
- Altitud : de 45 m s. n. m.
- Temperatura media anual : 15,5 °C (de 1976 a 1991)
- Precipitaciones medias anuales : 1 915,3 mm (de 1976 a 1991)

## Colecciones
Actualmente el jardín botánico alberga más de 700 especies de plantas medicinales tanto de Japón como del resto del mundo.
En un invernadero se cultivan plantas medicinales tropicales, con unas 250 especies. 
El jardín tiene también por proyecto desarrollar colecciones de aloes, de plantas de la familia del Piperaceae y de las Zingiberaceae… 
Entre sus instalaciones consta de laboratorios de investigación, y de una escuela de botánica. 

## Actividades pedagógicas
El primer objetivo de este jardín consiste en servir de lugar de enseñanza y de investigación para los estudiantes de la Escuela de Farmacia de Gifu. En paralelo, la "Asociación de las Guías Voluntarios" del jardín de plantas medicinales organiza visitas del jardín, talleres de grupo y conferencias para el público en general. 